# Polirribossomo
Os polirribossomos ou polissomos formam-se quando vários ribossomos, antes livres no citoplasma, ligam-se a uma molécula de RNA, sintetizando várias moléculas da proteína correspondente a aquele RNA, ao mesmo tempo.
Sempre que houver formação de cadeias polipeptídicas (proteínas) no citoplasma, haverá a formação da estrutura dos polirribossomos. Quando a síntese proteica (tradução do RNA em Proteína) cessa, os ribossomos desligam-se do RNA e voltam ao estado de ribossomos livres no citoplasma.
São encontrados em células embrionários, de crescimento e tumorais.